# Razbora plamista
Razbora plamista (Boraras maculatus) – gatunek słodkowodnej ryby karpiokształtnej z rodziny karpiowatych (Cyprinidae), jeden z najmniejszych w tej rodzinie ryb. Jest spotykany w hodowlach akwariowych. W polskiej literaturze był również opisywany pod nazwą razbora karłowata.

## Występowanie
Malezja, Sumatra, Indonezja, Singapur

## Charakterystyka
W ubarwieniu przeważa kolor rdzawoczerwony. Ryba towarzyska, skora do pływania. Najbardziej aktywna w stadzie.

## Dymorfizm płciowy
Samce są mniejsze i smuklejsze od samic, które mają bardziej uwypuklony brzuch. Dorasta do 2,2–2,5 cm długości

## Warunki w akwarium
| Zalecane warunki w akwarium | Zalecane warunki w akwarium |
| --------------------------- | --- |
| Zbiornik                    | średni, powyżej 30 cm długości                                                                                                   |
| Temperatura wody            | 23–28 °C |
| Twardość wody               | miękka 4–10°n |
| Skala pH                    | poniżej 6,5 |
| pokarm                      | żywy i suchy – drobny |
| Uwagi                       | Dużo roślin, w których ryby mogą się ukryć, lecz powinno być trochę miejsca do pływania. Na podłoże zalecany jest podkład torfu. |

## Warunki hodowlane
Ryba trudna w pielęgnacji, nie jest zalecana początkującym akwarystom. 

## Rozmnażanie
Tarło odbywa się w małych zbiornikach 3–6 l z wodą o temperaturze 26–28 °C. W czasie tarła samica składa 30–200 jaj, z których młode wylęgają się pod 24 godzinach. Młode pływają same po około 4 dniach po wykluciu. Unikają światła. W wieku 2,5 miesiąca osiągają dojrzałość płciową.